# Miguel López de Legazpi
Miguel López de Legazpi (Zumárraga, Espanha, 1502 - Manila, 20 de Agosto de 1572), também conhecido como El Adelantado (Governador) e El Viejo (O Velho), foi um conquistador espanhol que estabeleceu a primeira colónia nas Filipinas em 1565.

## Biografia

### Primeiros anos
De família nobre, nasceu no País Basco (Guipúzcoa).
Entre 1526 e 1527, López de Legazpi foi conselheiro no governo da sua terra natal. Em 1528, depois de Hernán Cortés ter estabelecido povoamentos no México, López de Legazpi foi para lá (então chamava-se Nova Espanha) para começar uma vida diferente. A razão para tal deve-se à morte dos seus pais e ao não entendimento com o seu irmão mais velho, que herdou toda a fortuna familiar. Em Tlaxcala trabalhou com Juan Garcés e casou com a irmã deste, Isabel Garcés. López de Legazpi e Isabel tiveram nove filhos, e Isabel faleceu na década de 1550.
Entre 1528 e 1559, foi o governador-civil da Cidade do México. Luis de Velasco, o vice-rei, encarregou-o de, no início de 1564, comandar uma expedição ao Oceano Pacífico, para encontrar as Ilhas das Especiarias onde os anteriores exploradores Fernão de Magalhães e Ruy López de Villalobos tinham estado em 1521 e 1543, respectivamente. A expedição foi ordenada pelo rei Filipe II de Espanha, de quem as ilhas ficariam com o nome. O vice-rei morreu em Julho desse ano, mas a Audiencia e Legazpi finalizaram os preparativos para a expedição. NA manhã de 21 de Novembro de 1564, armado com cinco navios e 5000 soldados, partiu de Barra de Navidad, Nova Espanha (hoje no estado de Jalisco, México).

### Chegada às Filipinas
López de Legazpi e os seus homens cruzaram o Oceano Pacífico durante 93 dias. No início de 1565, chegaram às Ilhas Marianas, onde ancoraram brevemente e se reabasteceram. Combateram as tribos dos Chamorros e queimaram várias aldeias.
As tropas de López de Legazpi's chegaram às ilhas Filipinas e atracaram em Cebu em 13 de Fevereiro de 1565. Depois de breve luta com os nativos, deixaram a ilha de Cebu e foram para Leyte e Camiguin. Os navios foram depois para Bohol em 16 de Março de 1565. Aí, Legazpi e tripulação conseguiram obter especiarias e ouro depois de convencer os nativos de que não eram portugueses. Fez um pacto de sangue com o chefe local, Datu Sikatuna, como sinal de amizade entre os dois povos.
Em 27 de Abril de 1565, López de Legazpi e os seus homens voltaram a Cebu, atacaram e destruíram a aldeia de Rajah Tupas. Chamou aos povoados que fundou no local Villa del Santisimo Nombre de Jesús e Villa de San Miguel.
Em 1567, 2100 espanhóis e soldados mexicanos chegaram a Cebu sob ordens do rei de Espanha. Fundaram uma cidade e construíram o porto de Fuerza de San Pedro que se tornou local de comércio com o México e protecção contra as revoltas locais hostis.
Em 1568, López de Legazpi enviou um dos seus homens de volta a Espanha para relatar os eventos ocorridos. Permaneceu em Cebu e não acompanhou os seus homens na conquista de Manila, por problemas de saúde e idade avançada. Tendo ouvido falar dos ricos recursos de Manila, enviou dois dos seus oficiais, Martín de Goiti e Juan de Salcedo, para explorar a região norte.

### Conquista de Manila

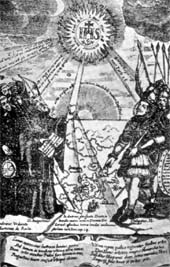
Legazpi (dir.) e Urdaneta (esq.) durante a conquista das Filipinas em 1565 (manuscrito de fins do século XVII.

No final de 1569, uma força de 300 soldados e cavaleiros espanhóis, auxiliados por nativos locais e liderada por Martín de Goiti, deixou Cebu e começou a explorar a parte norte das Visayas. Encontraram as ilhas de Panay e Mindoro, onde se depararam com chineses Han, mercadores. Goiti e Salcedo tiveram de combater com piratas chineses ao largo de Mindoro e derrotaram-nos. Posteriormente, povoações seriam fundadas pelos espanhóis na costa de Mindoro.
Em 8 de Maio de 1570 chegaram a Manila, entrando na Baía de Manila. Os espanhóis surpreenderam-se com a dimensão do porto. Foram bem acolhidos por nativos de religião islâmica. Os soldados de Goiti acamparam aí durante várias semanas, enquanto fingiram uma aliança com o rei islâmico, Rajah Suliman. Mas tinham outros planos: afirmaram ficar por pouco tempo.
Em 24 de Maio, os fortemente armados espanhóis derrotaram os nativos e conquistaram a cidade. No mesmo ano, reforços chegaram a Cebu e possibilitaram a López de Legazpi deixar a ilha. Levou consigo 250 soldados e 600 nativos para explorar as ilhas de Leyte e Panay. Foi ter com Goiti e Salcedo a Manila em 1571, quando soube que a cidade tinha sido tomada.
Em Manila, López de Legazpi assinou um tratado de paz com os conselhos islâmicos locais. Proclamou a cidade como capital da ilha e sede permanente do poder colonial espanhol no Pacífico Ocidental.
Com a ajuda de frades Agostinianos e Franciscanos formou um governo. Foi ele próprio o primeiro governador-geral e procurou difundir a fé católica, de formas que hoje chocariam pela violência.

### Últimos anos
López de Legazpi governou a colónia durante um ano, até falecer de falha cardíaca em Manila em 1572. Morreu pobre e falido, deixando somente alguns pesos, pois gastou a fortuna pessoal na conquista. À data da sua morte, as regiões de Luzon, Visayas e partes do norte de Mindanao já estavam sob domínio espanhol. Durante 256 anos, As Filipinas seriam colónia de Espanha.

## Cartas ao Rei
Durante os seus últimos anos, López de Legazpi escreveu várias cartas a Filipe II sobre a sua viagem às Índias Orientais e sobre a conquista que tinha conseguido. Ficaram conhecidas como Cartas al Rey Don Felipe II: sobre la expedicion, conquistas y progresos de las islas Felipinas (Cartas ao Rei Filipe II: sobre a expedição, conquistas e progresso nas Ilhas Filipinas). As cartas ainda hoje se preservam, nos Arquivos das Índias, em Sevilha.